# Heide Simonis
Heide Simonis (Bonn, 1943. július 4. – Kiel, 2023. július 12.) német politikus, 1993 és 2005 között Schleswig-Holstein miniszterelnöke volt.

## Életpályája
1962-ben egy nürnbergi gimnáziumban érettségizett. Az  Erlangen-nürnbergi és a Kieli Egyetemen tanult. 
1967 és 1969 között Simonisék Zambia fővárosában, Lusakában éltek, ahol Udo Simonis Kenneth Kaunda elnök személyes tanácsadójaként dolgozott. 1970 és 1972 között a házaspár Tokióban élt, ahol Heide Simonis a Goethe Intézetben dolgozott.
1976 és 1988 között a Bundestag, majd 1992-től 2005-ig  a Schleswig-Holstein tartomány parlamentje (Landtag) tagja volt. Miután Engholm 1993. május 3-án mint miniszterelnök lemondott,  Simonist választották meg utódjának 1993. május 19-én. Ő volt az első női miniszterelnök egy német tartományban.
Simonis 2002-ben túlélte a mellrákot. 2012 óta Parkinson-kórban szenvedett.

## Fordítás
- Ez a szócikk részben vagy egészben  a   Heide Simonis című német Wikipédia-szócikk fordításán alapul.  Az eredeti cikk szerkesztőit annak laptörténete sorolja fel. Ez a jelzés csupán a megfogalmazás eredetét és a szerzői jogokat jelzi, nem szolgál a cikkben szereplő információk forrásmegjelöléseként.